# انقلاب بوركينا فاسو سبتمبر 2022
في 30 سبتمبر 2022 وقع انقلاب حيث أطيح بالرئيس المؤقت بول هنري سانداوغو داميبا لبوركينا فاسو بسبب عدم قدرته على التعامل مع تمرد الجماعات الإسلامية، وكان دامبيا قد وصل للحكم عن طريق انقلاب قبلها بثمانية أشهر، تولى إبراهيم تراوري الحكم بشكل مؤقت.